# Magnésiochromite
La magnésiochromite est un minéral de la famille des oxydes, qui appartient au groupe du spinelle. Il a été nommé ainsi par Antoine François Alfred Lacroix en 1910 en allusion à sa composition chimique, qui contient du magnésium, et à sa relation avec la chromite. Son nom d'origine en 1868 était (en anglais) magnochromite, donné par G. M. von Bock.

## Caractéristiques
La magnésiochromite est un oxyde de formule chimique Mg(Cr,Al,Fe)2O4. C'est un minéral isostructurel avec la chromite et la magnétite. Il forme une série de solution solide avec la chromite, et une autre avec le spinelle,. Il cristallise dans le système cubique. En de rares occasions, on le trouve sous forme de cristaux octaédriques, de taille allant jusqu'à 1,5 millimètre ; mais le plus souvent il est sous forme massive. Sa dureté sur l'échelle de Mohs est de 5,5.

## Classification
Selon la classification de Nickel-Strunz, la magnésiochromite appartient à "04.BB: Oxydes avec rapport Métal:Oxygène = 3:4 et similaires, avec seulement des cations de taille moyenne", avec les minéraux suivants : chromite, cochromite, coulsonite, cuprospinelle, filipstadite, franklinite, gahnite, galaxite, hercynite, jacobsite, manganochromite, magnésiocoulsonite, magnésioferrite, magnétite, nichromite, qandilite, spinelle, trévorite, ulvöspinelle, vuorelainenite, zincochromite, hausmannite, hetaerolite, hydrohetaerolite, iwakiite, maghémite, titanomaghémite, tegengrenite et xiéïte.

## Formation et gisements
C'est un minéral accessoire que l'on trouve dans des roches ultramafiques, comme les dunites, les serpentinites, les kimberlites, les lamproïtes et les komatiites. Plus rarement comme xénocristaux dans les lamprophyres et les basaltes au milieu de l'océan. Il peut être détritique. Il est généralement associé à d'autres minéraux tels que : l'olivine, l'augite, la magnétite, le plagioclase et la pigeonite. Il fut découvert en 1868 dans le district de Schwarzenberg, dans les Monts Métallifères (Saxe en Allemagne).